# Basketball Association of America 1948/1949
Basketball Association of America 1948/1949 var den 3:e säsongen av den amerikanska proffsligan i basket som säsongen 1949/1950 bytte namn till National Basketball Association (NBA). Säsongen inleddes den 1 november 1948 och avslutades den 20 mars 1949 efter 360 seriematcher, vilket gjorde att samtliga tolv lagen spelade 60 matcher var.
Onsdag den 13 april 1949 blev Minneapolis Lakers det tredje mästarlaget genom att besegra Washington Capitols med 4-2 i matcher i en finalserie i bäst av 7 matcher.
Ligan utökades med fyra nya lag: Fort Wayne Pistons, Indianapolis Jets, Minneapolis Lakers och Rochester Royals. Samtliga fyra lag spelade i den västra divisionen, vilket gjorde att Baltimore Bullets och Washington Capitols bytte till spel i den östra divisionen.
Som nykomling spelade Indianapolis Jets sin enda säsong i ligan och även Providence Steamrollers försvann ur ligan efter säsongen.

## Grundserien
Not: V = Vinster, F = Förluster, PCT = Vinstprocent
- Lag i GRÖN färg till slutspel.
- Lag i RÖD färg har spelat klart för säsongen.

| Lag                     | V  | F  | PCT  |
| ----------------------- | -- | -- | ---- |
| Washington Capitols     | 38 | 22 | .633 |
| New York Knicks         | 32 | 28 | .533 |
| Baltimore Bullets       | 29 | 31 | .483 |
| Philadelphia Warriors   | 28 | 32 | .467 |
| Boston Celtics          | 25 | 35 | .417 |
| Providence Steamrollers | 12 | 48 | .200 |

| Lag                | V  | F  | PCT  |
| ------------------ | -- | -- | ---- |
| Rochester Royals   | 45 | 15 | .750 |
| Minneapolis Lakers | 44 | 16 | .733 |
| Chicago Stags      | 38 | 22 | .633 |
| St. Louis Bombers  | 29 | 31 | .483 |
| Fort Wayne Pistons | 22 | 38 | .367 |
| Indianapolis Jets  | 18 | 42 | .300 |

## Slutspelet
De fyra bästa lagen i både den östra och västra division gick till kvartsfinalspel, där ettorna mötte fyrorna och tvåorna mötte treorna. Kvartsfinalerna och semifinalerna avgjordes i bäst av 3 matcher medan finalserien avgjordes i bäst av 7 matcher.
|  | Divisionssemifinal | Divisionssemifinal | Divisionssemifinal |             |   | Divisionsfinal | Divisionsfinal | Divisionsfinal |  |  | NBA-final | NBA-final   | NBA-final |
|  |                    |                    |                    |             |   |                |                |                |  |  |           |             |           |
|  | 1                  | Rochester          | 2                  |             |   |                |                |                |  |  |           |             |           |
|  | 4                  | St. Louis          | 0                  |             |   |                |                |                |  |  |           |             |           |
|  | 4                  | St. Louis          | 0                  |             | 1 | Rochester      | 0              |                |  |  |           |             |           |
|  | Western Division   |                    |                    |             | 1 | Rochester      | 0              |                |  |  |           |             |           |
|  |                    |                    | 2                  | Minneapolis | 2 |                |                |                |  |  |           |             |           |
|  | 3                  | Chicago            | 2                  | Minneapolis | 2 | 0              |                |                |  |  |           |             |           |
|  | 3                  | Chicago            |                    |             |   | 0              |                |                |  |  |           |             |           |
|  | 2                  | Minneapolis        | 2                  |             |   |                |                |                |  |  |           |             |           |
|  |                    |                    |                    |             |   |                |                |                |  |  | W2        | Minneapolis | 4         |
|  |                    |                    | E1                 | Washington  | 2 |                |                |                |  |  |           |             |           |
|  | 1                  | Washington         | 2                  |             |   |                |                |                |  |  |           |             |           |
|  | 4                  | Philadelphia       | 0                  |             |   |                |                |                |  |  |           |             |           |
|  | 4                  | Philadelphia       | 0                  |             | 1 | Washington     | 2              |                |  |  |           |             |           |
|  | Eastern Division   |                    |                    |             | 1 | Washington     | 2              |                |  |  |           |             |           |
|  |                    |                    | 2                  | New York    | 1 |                |                |                |  |  |           |             |           |
|  | 3                  | Baltimore          | 2                  | New York    | 1 | 1              |                |                |  |  |           |             |           |
|  | 3                  | Baltimore          |                    |             |   | 1              |                |                |  |  |           |             |           |
|  | 2                  | New York           | 2                  |             |   |                |                |                |  |  |           |             |           |

### NBA-final
Minneapolis Lakers mot Washington Capitols
| Match   | Datum    | Hemmalag    | Bortalag    | Resultat |
| ------- | -------- | ----------- | ----------- | -------- |
| Match 1 | 4 april  | Minneapolis | Washington  | 88 - 84  |
| Match 2 | 6 april  | Minneapolis | Washington  | 76 - 62  |
| Match 3 | 8 april  | Washington  | Minneapolis | 74 - 94  |
| Match 4 | 9 april  | Washington  | Minneapolis | 83 - 71  |
| Match 5 | 11 april | Washington  | Minneapolis | 74 - 66  |
| Match 6 | 13 april | Minneapolis | Washington  | 77 - 56  |

Minneapolis Lakers vann finalserien med 4-2 i matcher